# Phyllis Curott
Phyllis Curott (8 de febrero de 1954), que utiliza el nombre artístico de Aradia, es una abogada, autora y sacerdotisa wiccana. Es fundadora y suma sacerdotisa del Templo de Ara, una de las congregaciones wiccanas más antiguas de los Estados Unidos. Ha estado activa como líder en el Parlamento de las Religiones del Mundo desde 1993 en múltiples funciones, entre las que cabe destacar la de copresidenta del Grupo Inaugural de Trabajo de Mujeres de 1993 y el de presidenta del programa del Parlamento de las Religiones del Mundo de 2023 en Chicago. También es autora de varios volúmenes sobre brujería moderna y espiritualidad de la Diosa.

## Trayectoria
Curott creció en Lynbrook, Long Island. Sus padres eran intelectuales agnósticos - ateos y socialmente liberales que la animaron a tomar sus propias decisiones en materia de teología, pero le enseñaron a adherirse a la llamada Regla de Oro de la ética. Su padre trabajaba como coordinador sindical marítimo, mientras que su madre, que provenía de un entorno rico y bien educado, era una diplomática involucrada en el movimiento de derechos civiles por la igualdad racial en los Estados Unidos.
Curott obtuvo una Licenciatura en Filosofía en la Universidad Brown antes de continuar sus estudios y hacer el Doctorado en Derecho en la Facultad de Derecho de la Universidad de Nueva York.

## Carrera jurídicas y cinematográfica
Tras graduarse en la facultad de derecho, Curott trabajó en Washington D. C. como lobista para Ralph Nader. Al regresar a la ciudad de Nueva York, Curott ejerció en derecho laboral, derecho del entretenimiento y derecho inmobiliario. Además, ha sido una clara defensora de la libertad religiosa de los wiccanos y otras minorías. Ganó el derecho del clero wiccano de celebrar matrimonios y rituales legalmente vinculantes en parques públicos.
Curott produjo varias películas independientes, entre las que cabe mencionar “New Year's Day”, dirigida por Henry Jaglom. “New Year's Day” fue seleccionada para representar en EE. UU. en el Festival de Cine de Venecia de 1989. Además, Curott interpretó a un periodista en “Venecia, Venecia”.

## Trabajo religioso e interreligioso
Después de la carrera de derecho, mientras representaba una banda de rock llamada The Dates. Curott se hizo amiga de otra representante que la introdujo a la brujería. En 1981, Curott fue iniciada en Wicca, recibiendo el nombre de Aradia.
Curott es Suma Sacerdotisa y fundadora y presidenta del Templo de Ara (antes conocido como el Círculo de Ara), una de las congregaciones wiccanas más antiguas de Estados Unidos. Es Presidenta Emérita del Pacto de la Diosa (COG”). También ha sido en varias ocasiones ministra invitada de la Iglesia Unitaria Universalista y de la Catedral de San Juan el Divino en la ciudad de Nueva York. Curott ha dado conferencias y enseñado en el Learning Annex de Nueva York, y en eventos neopaganos e interreligiosos.
Mientras era Primera Oficial (Presidenta) de la COG, Curott estuvo en el foco de dos controversias en el Parlamento de las Religiones del Mundo de 1993 en Chicago. Las delegaciones ortodoxas griega y rusa boicotearon el Parlamento de las Religiones del Mundo debido a la inclusión de Curott como oradora. La Comisión Park de Chicago inicialmente rechazó la solicitud de COG de otorgar un permiso para realizar un ritual en Grant Park. Después de que Curott desafiara en antena al arzobispo de Chicago, el cardenal Joseph Bernadin, para que apoyara el derecho de los wiccanos a hacer un círculo en el parque, la Comisión del Parque dio marcha atrás y Curott dirigió un rito interreligioso en honor a la Madre Tierra en Grant Park.
Curott, activista interreligiosa mundial, ha defendido la espiritualidad de las mujeres y las religiones ecoespirituales. Se ha dirigido al Parlamento de las Religiones del Mundo en 1993, 2004 y 2009 como oradora principal, junto con el Dalai Lama. Es fideicomisaria del Consejo del Parlamento de las Religiones del Mundo y forma parte de su comité ejecutivo. En noviembre de 2012, Curott fue elegida por unanimidad para ser vicepresidenta del Parlamento de las Religiones del Mundo para el año 2013. También fue como miembro de la Asamblea de Líderes Religiosos Mundiales y del Consejo Asesor del Clero de la Red de Progresistas Espirituales. En 1999, Curott participó en la Consulta sobre Discriminación y Adaptación Religiosa del Proyecto de Pluralismo de la Universidad de Harvard. Como miembro del Comité de ONG de las Naciones Unidas sobre la Condición Jurídica y Social de la Mujer, Curott participó en la planificación del Foro de Beijing de las Naciones Unidas sobre la Condición Jurídica y Social de la Mujer, dirigiéndose al Foro sobre el tema de la religión y la condición de la mujer. También encabeza y actúa como copresidenta del Grupo de Trabajo inaugural de Mujeres del Parlamento de las Religiones del Mundo.
La revista Jane la distinguió como una de las "Diez mujeres más valientes del año".

## Publicaciones
Curott es autora de tres libros sobre brujería moderna y espiritualidad de las diosas y ha contribuido a varios otros. Curott escribió sus memorias, Libro de las Sombras, que narra su introducción a la brujería moderna a través de su iniciación como sacerdotisa wiccana, en un esfuerzo por disipar conceptos erróneos sobre las brujas.
Sus obras han sido traducidas al español, italiano, holandés, alemán y turco.

### Obras suyas
- 1998 - Book of Shadows: A Modern Woman's Journey into the Wisdom of Witchcraft and the Magic of the Goddess (Broadway Books) ISBN 0-7679-0054-5
- 2001 - WitchCrafting: A Spiritual Guide to Making Magic (Broadway Books) ISBN 0-7679-0825-2
- 2004 - The Love Spell: An Erotic Memoir of Spiritual Awakening (Gotham Books/Penguin) ISBN 1-59240-097-3
- 2018 - Wicca Made Easy: Awaken The Divine Magic Within You (Hay House)
- 2022 - Spells for Living Well: A Witch's Guide for Manifesting Change, Well-being, and Wonder (Hay House)

### Contribución a otras obras
- 1995 - Sourcebook of the World's Religions: an Interfaith Guide to Religion and Spirituality edited by Joel Diederik Beversluis (Sourcebook Project) ISBN 0-9637897-1-6, ISBN 978-0-9637897-1-6
- 1995 - People of the Earth: The New Pagans Speak Out (reissued as: Being a Pagan: Druids, Wiccans, and Witches Today) by Ellen Evert Hopman & Lawrence Bond (Inner Traditions) ISBN 0-89281-559-0, ISBN 978-0-89281-559-3
- 2002 - Wiccan Wisdom Keepers: Modern Day Witches Speak on Environmentalism, Feminism, Motherhood, Wiccan Lore, and More by Sally Griffyn (Samuel Weiser) ISBN 1578632579, ISBN 978-1578632572
- 2004 - Pop! Goes the Witch: The Disinformation Guide to 21st Century Witchcraft by Fiona Horne (contributor) (The Disinformation Company) ISBN 0-9729529-5-0, ISBN 978-0-9729529-5-8
- 2005 - Cakes and Ale for the Pagan Soul: Spells, Recipes, and Reflections from Neopagan Elders and Teachers by Patricia Telesco (Crossing Press) ISBN 1-58091-164-1, ISBN 978-1-58091-164-1
- 2012- Women, Spirituality, and Transformative Leadership: Where Grace Meets Power edited by Kathe Shaaf et al. (SkyLight Paths Publishing) ISBN 978-1-59473-313-0
- 2023 - Women Advancing Knowledge Equity: The Parliament of the World’s Religions edited by Colleen D. Hartung (Parliament of the World's Religions) ISBN 979-8869580122